# One True Voice
I One True Voice erano un gruppo musicale britannico nato dal reality show Popstars:The Rivals.

## Storia
Il gruppo era stato formato tramite il televoto del pubblico da casa, che doveva selezionare, tra l'estate e l'autunno del 2002, due nuovi gruppi musicali, formati rispettivamente da 5 ragazzi e da 5 ragazze. A dicembre si formano così i One True Voice e le Girls Aloud, i cui primi singoli, la doppia a-side Sacred Trust/After You're Gone per il gruppo maschile e Sound of the Underground per le ragazze, sono programmati per la pubblicazione il 16 dicembre 2002, nella settimana di Natale, che in Regno Unito è indice di alte vendite. I due gruppi dominano le classifiche e i One True Voice raggiungono la seconda posizione, subito dietro le Girls Aloud.
Successivamente a questo fortunato primo singolo, la band ne pubblicherà un secondo nel giugno del 2003, intitolato Shakespeare's (Way With) Words, che riscuoterà successo entrando nella top10 della classifica britannica. Questo singolo fu tuttavia l'ultimo della storia del gruppo, che con la vincita del reality aveva acquisito anche un contratto con l'etichetta discografica Jive Records.

## Formazione
- Anton Gordon
- Matt Johnson
- Daniel Pearce
- Jamie Shaw
- Keith Semple

## Discografia

### Singoli
| Anno | Titolo                           | Chart position |
| Anno | Titolo                           | UK             |
| ---- | -------------------------------- | -------------- |
| 2002 | "Sacred Trust/After You're Gone" | 2              |
| 2003 | "Shakespeare's (Way With) Words" | 10             |